# Розендаль, Сильвиус
Сильвиус Герард Мари Розендаль (нидерл. Sylvius Gerard Marie Rozendal 4 июля 1928, Кюрасао, Нидерландские Антильские острова — 10 июня 2003, там же) — премьер-министр Нидерландских Антильских островов (1977—1979).

## Биография
В 1957 году окончил Женевский университет с ученой степенью в области политических и социальных наук. Затем работал на различных должностях от Демократической партии.
- 1970—1971 гг. — заместитель премьер-министра и министр финансов,
- 1971—1973 гг. — представитель Нидерландских Антильских островов в Гааге (в ранге министра),
- 1977—1979 гг. — премьер-министр Нидерландских Антильских островов.